# Suite de Sidon
En théorie des nombres, une suite de Sidon est une suite (finie ou infinie) d'entiers 0 < a1 < a2 < … dont les sommes de deux termes, ai + aj pour i ≤ j, sont toutes différentes. Le mathématicien hongrois Simon Sidon a introduit ce concept dans le cadre de ses recherches sur les séries de Fourier.
Cette notion a été généralisée : dans un groupe abélien G , une partie A est un Bh[g]-ensemble de Sidon si, pour tout élément x de G, le nombre de h-uplets d'éléments de A de somme x est inférieur ou égal à g.
Le principal problème dans l'étude de ces suites, posé par Sidon dans le cas originel h = g = 2, est d'estimer le cardinal maximal Rh(g, n) d'un Bh[g]-ensemble de Sidon inclus dans {1, 2, … , n}, où n est un entier > 0. Malgré d'abondantes recherches qui progressent encore, cette vaste question n'est toujours pas complètement résolue.

## Premiers résultats
Paul Erdős et Pál Turán ont trouvé pour R2(2, n) un encadrement, dont le minorant a été affiné simultanément par Erdős et Sarvadaman Chowla en utilisant une construction de James Singer :
le minorant étant valable pour n assez grand, avec ε tel que pour un tel n, il y ait toujours un nombre premier entre n – n1 – 2ε et n (le record mentionné dans O'Bryant 2004 correspond à ε = 0,2375).
La suite R2(2, n) est donc équivalente à √n, mais aucun progrès n'a été fait sur la conjecture d'Erdős qui prévoit que la différence R2(2, n) – √n est non bornée, ni sur la positivité de cette différence.

## Suites de Sidon infinies
Alfred Stöhr a amélioré un résultat que lui avait communiqué Erdős, en démontrant que pour toute suite de Sidon infinie, si A(n) désigne le nombre de termes inférieurs ou égaux à n,
Dans la direction opposée, Fritz Krückeberg a amélioré un autre résultat de Stöhr, en montrant qu'il existe une suite de Sidon vérifiant
Erdős a demandé s'il existe une suite de Sidon (ak) telle que ak = o(k3 – ε) pour un certain ε > 0. Ajtai, Komlós et Szemerédi en avaient en effet construit une telle que
Imre Z. Ruzsa (en) en a construit une telle que
Erdős et Rényi ont démontré que pour tout ε > 0 et pour tout h ≥ 2, il existe des g et des Bh[g]-suites de Sidon telles que ak = O(kh  + ε).
Une autre conjecture d'Erdős est que la suite des puissances cinquièmes d'entiers > 0 est de Sidon. Ruzsa a démontré qu'il existe un nombre irrationnel c (strictement compris entre 0 et 1) tel que l'image de l'application
f(x) = x5 + [cx4] soit de Sidon, mais cette application f n'est même pas polynomiale. Cette conjecture d'Erdős, bien que non démontrée, a été généralisée par Lander, Parkin et Selfridge.

## Lien avec les règles de Golomb
Les suites de Sidon finies sont exactement les règles de Golomb, puisque x + y = u + v équivaut à x – u = v – y.